# カラマンリー朝
カラマンリー朝（アラビア語: الأسرة القرمانلية；トルコ語: Karamanlı Hanedanı）は、1711年から1835年まで、オスマン帝国の宗主権下でリビアのトリポリタニアを支配した半独立政権。カラマンル朝とも。
トリポリタニアは1551年以来オスマン帝国の支配下にあったが、オスマン帝国の衰退とともに各地で在来勢力が伸張する中、トリポリタニアでもトルコ系出身のトリポリ州パシャであるアフマド・カラマンリーが台頭し、1711年にオスマン宗主権下の世襲王朝を開いた。
カラマンリー朝は地中海の海賊に支配を及ぼしており、彼らが取り立てる通行料はカラマンリー朝の重要な財源となっていた。この通行料を巡って1801年、通行料を支払わないアメリカ合衆国との間に第一次バーバリ戦争が勃発し、1805年まで戦争は続き、カラマンリー朝は敗北した。
海上交易に打撃を受けたカラマンリー朝は内陸部に目を向けるようになり、1811年にフェザーンを占領した。これによりサハラ交易ルートの北部が政治的に統一されたため、一時衰退していたサハラ交易が再び盛んとなり、カネム・ボルヌ帝国などサハラ南部の諸国に向けてキャラバンが進発するようになった。
ナポレオン戦争では特に影響を受けなかったものの、これ以後ヨーロッパ諸国のマグレブ進出が盛んとなり、1830年には隣国アルジェがフランスの侵略を受け、植民地とされた。この動きに危機感を覚えたオスマン帝国は1835年にトリポリに軍を派遣し、カラマンリー朝を打倒。トリポリタニアを再び直轄支配下に置いた。